# Ulmus pseudopropinqua
Ulmus pseudopropinqua är en almväxtart som beskrevs av Wang och Li. Ulmus pseudopropinqua ingår i släktet almar, och familjen almväxter. Inga underarter finns listade i Catalogue of Life.